# Классификация электронных усилителей
Классы электронных усилителей и режимы работы активных усилительных приборов (ламп или транзисторов) традиционно обозначаются буквами латинского алфавита. Буквенные обозначения классов усиления могут дополнительно уточняться суффиксом, указывающим на режим согласования мощного каскада с источником сигнала (AB1, AB2 и т. п.) и с нагрузкой (F1, F2, F3). Устройства, совмещающие свойства двух «однобуквенных» классов, могут выделяться в особые классы, обозначаемые сочетанием двух букв (AB, BD, DE и устаревший BC).
Первая буквенная классификация, действующая по сей день (режимы А, B и С), сформировалась в 1920-е годы и была дополнена режимом, или классом, D в 1955 году. Начавшийся в 1960-е годы выпуск высокочастотных силовых транзисторов сделал возможным построение экономичных транзисторных усилителей радиочастот классов E и F. Последовательное усовершенствование транзисторных усилителей мощности звуковых частот класса B привело к разработке усилителей классов G и H. Единого реестра классов усиления не существует, поэтому в разных областях электроники или на разных рынках одна и та же буква (например, S) может обозначать принципиально разные устройства. Схемы, известные в Европе и Японии как класс G, в США относятся к классу H, и наоборот. Буква, широко используемая в одной области электроники (класс F с его производными F1, F2, F3 и т. д.), в другой области может считаться «свободной». Кроме того, есть «классы усилителей» — торговые марки компаний-производителей и стоящие за ними частные технические решения. Одни из них, например, конструктивно схожие усилители звуковых частот «класса S» и «класса АА», подробно описаны в литературе, другие известны только по рекламе производителей.

## Традиционная классификация: А, B, С и D

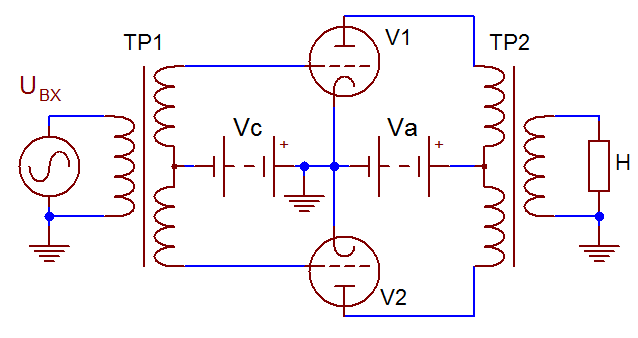
Одна и та же схема двухтактного усилителя может работать в режимах А, АB, B и C. Режим задаётся выбором напряжения смещения на сетках (V_{с})

В 1919 году инженер Bell Labs Джон Моркрофт и его стажёр Харальд Фрис опубликовали анализ работы вакуумного триода в генераторе несущей частоты радиопередатчика. В этой работе были впервые определены режимы работы лампы без отсечки (режим А), с отсечкой в течение половины периода (режим B) и в течение более чем половины периода (режим С). В 1928 году Норман Маклаклан опубликовал в Wireless World первый подробный анализ двухтактного каскада в режимах А, B и C. В 1931 году американский Институт радиоинженеров (IRE) признал эту классификацию отраслевым стандартом. Режим работы усилителя, промежуточный между режимами А и B, получил название режима AB и широко применялся в ламповой технике, а введённое было понятие режима BC не прижилось. В 1950-е годы классификацию дополнил режим, или класс D — режим, в котором активные элементы каскада работают в ключевом (импульсном) режиме. С переходом промышленности на транзисторы понятия режимов A, AB, B и C были адаптированы к новой элементной базе, но принципиально не изменились.
Формулировки стандарта IRE были составлены в терминах выбора управляющих напряжений на сетке лампы, обеспечивающего непрерывное (А) или прерывающееся (B и C) протекание анодного тока. В других отраслях электроники сложились иные, эквивалентные, формулировки: конструкторы радиоприёмных устройств оперировали понятием угла проводимости гармонического сигнала, конструкторы усилителей низкой частоты и усилителей постоянного тока — выбором рабочей точки на передаточной (анодно-сеточной) или выходной (вольт-амперной) характеристике лампы.
В русской технической литературе понятия режимов и классов A, AB, B и C близки, но не взаимозаменяемы. Понятие режима применяется к отдельно взятому транзистору или лампе усилительного каскада («режимом А называют такой режим работы усилительного элемента…»), понятие класса применяется к усилительному каскаду, или к усилителю в целом. В англоязычной литературе во всех случаях используется единственное понятие class («класс»).

### Режим А
Режим А — такой режим работы усилительного элемента (транзистора или лампы), в котором при любых допустимых мгновенных значениях входного сигнала (напряжения или тока) ток, протекающий через усилительный элемент, не прерывается. Усилительный элемент не входит в режим отсечки, не отключается от нагрузки, поэтому форма тока через нагрузку более или менее точно повторяет входной сигнал. В частном случае усилителя гармонических колебаний режим А — такой режим, в котором ток через усилительный элемент протекает в течение всего периода, то есть угол проводимости 2Θc равен 360°.
Более жёсткие определения оговаривают не только недопустимость отсечки, но и недопустимость насыщения (ограничения максимального тока) усилительного элемента. По определению М. А. Бонч-Бруевича, «режим А характеризуется тем, что при действии сигнала рабочая точка не выходит за пределы практически прямолинейного участка динамической характеристики лампы. При этом нелинейные искажения минимальны, но коэффициент полезного действия (КПД) каскада оказывается низким» из-за необходимости пропускать через усилительный элемент значительный ток покоя. В транзисторной радиотехнике каскад, отвечающий процитированному определению, называют недонапряжённым, а каскад, в котором на пике сигнала наблюдается насыщение или ограничение тока — перенапряжённым («напряжённость» в этом контексте есть относительная мера амплитуды входного сигнала). Режим работы на границе недонапряжённого и перенапряжённого состояний называется критическим.

Ток покоя усилительного элемента в режиме А должен, как минимум, превышать пиковый ток, отдаваемый каскадом в нагрузку. Теоретический КПД такого каскада при неискажённом воспроизведении сигналов максимально допустимой амплитуды равен 50 %; на практике он существенно ниже. В однотактных транзисторных усилителях мощности КПД обычно равен 20 %, то есть на 1 Вт максимальной выходной мощности выходные транзисторы должны рассеивать 4 Вт тепла. Из-за сложностей с отведением тепла транзисторные УМЗЧ класса А, в отличие от их ламповых аналогов, распространения не получили. В маломощных широкополосных однотактных каскадах режим А, напротив, является единственно возможным решением. Всем иным режимам (AB, B и С) в однотактном включении свойственны недопустимо высокие нелинейные искажения. В узкополосных радиочастотных усилителях гармоники, порождаемые отсечкой усилительного элемента, могут быть эффективно отфильтрованы, но в широкополосных усилителях (УЗЧ, видеоусилители, измерительные усилители) и усилителях постоянного тока этой возможности нет.

### Режимы B и AB
В режиме B усилительный элемент способен воспроизводить либо только положительные (лампы, npn-транзисторы), либо только отрицательные (pnp-транзисторы) входные сигналы. При усилении гармонических сигналов угол проводимости равен 180° или незначительно превосходит эту величину.
Режим AB является промежуточным между режимами A и B. Ток покоя усилителя в режиме AB существенно больше, чем в режиме B, но существенно меньше, чем ток, необходимый для режима А. При усилении гармонических сигналов усилительный элемент проводит ток в течение бо́льшей части периода: одна полуволна входного сигнала (положительная или отрицательная) воспроизводится без искажений, вторая сильно искажается. Угол проводимости 2Θc такого каскада существенно больше 180°, но меньше 360°.
Предельный КПД идеального каскада в режиме B на синусоидальном сигнале равен 78,5 %, реального транзисторного каскада — примерно 72 %. Эти показатели достигаются только тогда, когда выходная мощность P равна максимально возможной мощности для данного сопротивления нагрузки Pмакс(Rн). С уменьшением выходной мощности КПД падает, а абсолютные потери энергии в усилителе возрастают. При выходной мощности, равной 1/3 Pмакс(Rн), потери реального транзисторного каскада достигают абсолютного максимума в 46 % от Pмакс(Rн), а КПД каскада уменьшается до 40 %. С дальнейшим уменьшением выходной мощности абсолютные потери энергии уменьшаются, но КПД продолжает снижаться.
Чтобы воспроизвести одну полуволну входного сигнала без искажений в области перехода через ноль, усилитель должен оставаться линейным при нулевом напряжении на входе — поэтому в усилительных элементах в режиме B всегда устанавливается небольшой, но не нулевой, ток покоя. В ламповых усилителях мощности в режиме B ток покоя составляет 5…15 % от максимального выходного тока, в транзисторных усилителях — 10…100 мА на каждый транзистор. Все эти усилители двухтактные: одно плечо усилителя воспроизводит положительную полуволну, другое — отрицательную. На выходе обе полуволны складываются, формируя минимально искажённую усиленную копию входного сигнала. При малых мгновенных значениях выходного напряжения (в транзисторных усилителях — несколько сотен мВ) такой каскад работает в режиме A, при бо́льших напряжениях одно из плеч закрывается и каскад переключается в режим B.
В современной литературе нет единого мнения о классификации таких двухтактных транзисторных каскадов. По мнению Джона Линдси Худа и Боба Корделла, их следует рассматривать как режим AB. По мнению Г. С. Цыкина, Дугласа Селфа и А. А. Данилова это режим B. С их точки зрения, полноценный режим AB начинается при существенно бо́льших токах покоя (и сопровождается  меньшим уровнем переходных искажений).

### Режим C
В режиме C, также как и в режиме B, усилительный элемент воспроизводит только положительные, либо только отрицательные входные сигналы. Однако рабочая точка усилительного элемента выбрана так, что при нулевом напряжении на входе (или при нулевом управляющем токе) усилительный элемент заперт. Ток через усилительный элемент возникает только после перехода управляющего сигнала через ноль; если этот сигнал гармонический, то усилитель воспроизводит одну искажённую полуволну (угол проводимости меньше 180°). В недонапряжённом режиме C амплитуда входного сигнала невелика, поэтому усилитель способен воспроизвести вершину этой полуволны. В перенапряжённом режиме C амплитуда входного сигнала столь велика, что усилитель искажает (срезает) и вершину полуволны: такой каскад преобразует синусоидальный входной сигнал в импульсы тока трапециевидной формы. Предельный теоретический КПД недонапряжённого усилителя в режиме C, так же как и в режиме B, равен 78,5 %, перенапряжённого — 100 %. Из-за высоких нелинейных искажений усилители в режиме С, даже двухтактные, непригодны для воспроизведения широкополосных сигналов (звука, видеосигналов, постоянного тока). В резонансных усилителях радиопередатчиков они, напротив, широко применяются благодаря их высокому КПД..
В англоязычной литературе и недонапряжённый, и перенапряжённый режимы относят к «классическому», или «настоящему», режиму С (англ. classic Class C, true Class C). Современные усилители мощности радиочастот обычно работают в ином, «смешанном» режиме С (англ. mixed-mode Class C), который иногда выделяется в особый «режим СD». В течение одного периода транзистор такого усилителя последовательно проходит через четыре фазы — отсечки, нарастания коллекторного тока, насыщения и снижения тока, причём длительность активных фаз (нарастания и снижения тока) сопоставима с длительностью фаз отсечки и насыщения.

### Режим D

Структурная схема усилителя класса D без петли обратной связи

Идея усилителя с импульсным управлением выходными лампами была предложена Д. В. Агеевым (СССР, 1951) и Алеком Ривзом (Великобритания). В 1955 году Роже Шарбонье (Франция) впервые назвал такие устройства усилителями класса D, а уже через год это название вошло в радиолюбительскую практику. В 1964 году в Великобритании выпустили первые транзисторные УМЗЧ класса D, не имевшие коммерческого успеха, в 1974 и 1978 столь же безуспешные попытки предприняли Infinity и Sony. Массовый выпуск усилителей этого класса стал возможен только после начала производства силовых МОП-транзисторов в первой половине 1980-х годов.
В режиме C форма тока выходных транзисторов может принимать вид почти прямоугольных импульсов. В режиме D такая форма тока заложена по определению: транзистор либо заперт, либо полностью открыт. Сопротивление открытого канала современных силовых МДП-транзисторов измеряется десятками и единицами миллиОм, поэтому в первом приближении можно считать, что в режиме D транзистор работает без потерь мощности. КПД реальных усилителей класса D равен примерно 90 %, в наиболее экономичных образцах 95 %, при этом он мало зависит от выходной мощности. Лишь при малых, 1 Вт и менее, выходных мощностях усилитель класса D проигрывает в энергопотреблении усилителю класса B.
Несмотря на созвучие с английским digital («цифровой»), усилители класса D не являются, в общем случае, цифровыми устройствами. Простейшая и наиболее распространённая схема усилителя класса D с синхронной широтно-импульсной модуляцией (ШИМ) — это полностью аналоговая схема. В её основе — задающий генератор сигнала треугольной формы, частота которого обычно равна 500 кГц, быстродействующий компаратор, и формирователь импульсов, открывающих выходные транзисторы. Если мгновенное значение входного напряжения превышает напряжение на выходе генератора, компаратор подаёт сигнал на открытие транзисторов верхнего плеча, если нет — то на открытие транзисторов нижнего плеча. Формирователь импульсов усиливает эти сигналы, попеременно открывая транзисторы верхнего и нижнего плеча, а включенный между ними и нагрузкой LC-фильтр сглаживает отдаваемый в нагрузку ток. На выходе усилителя — усиленная и демодулированная, очищенная от высокочастотных помех копия входного напряжения.

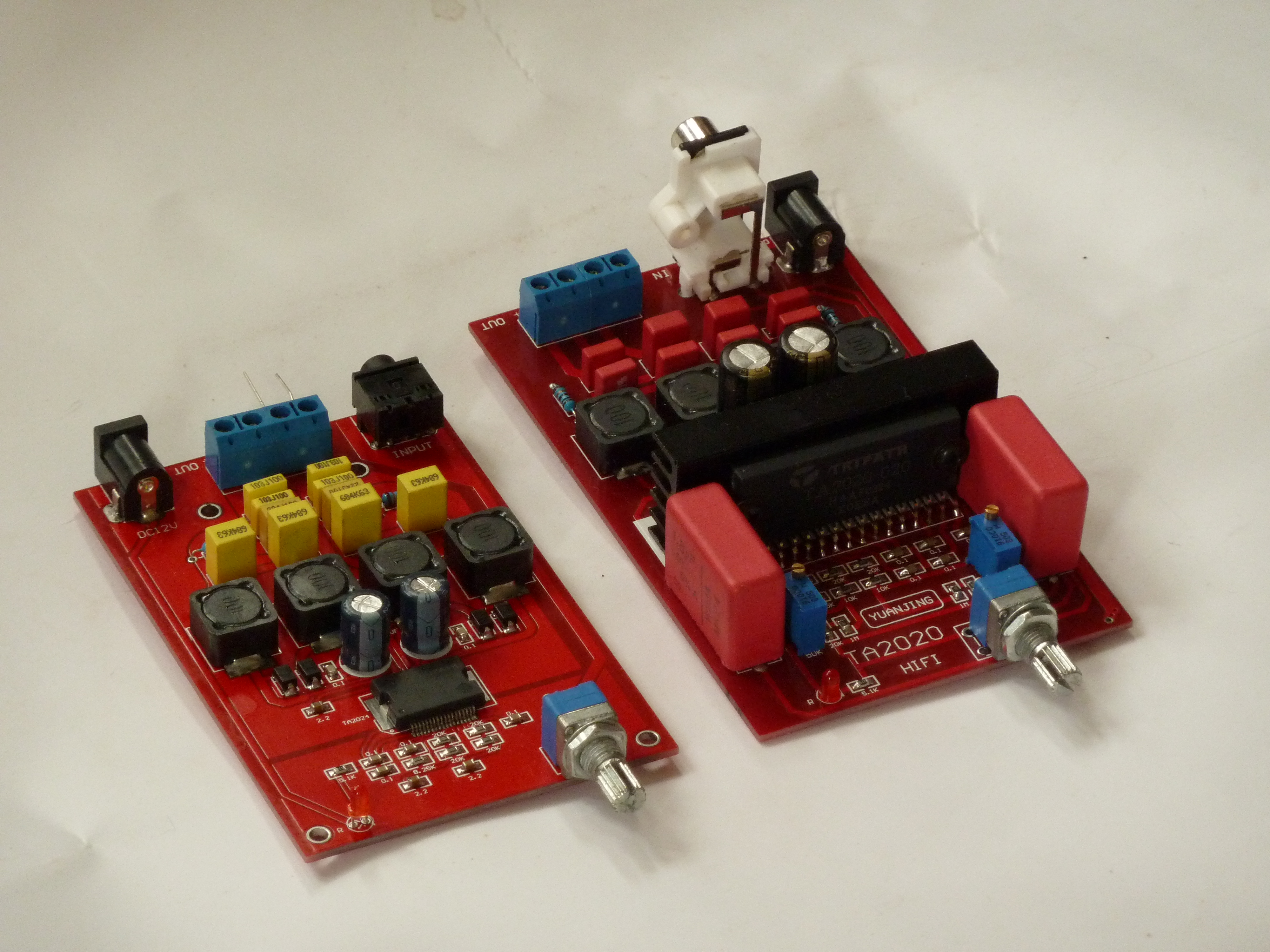
Миниатюрные законченные стереоусилители «класса Т» на микросхемах Tripath. Слева модуль с выходной мощностью 6+6 Вт, справа 20+20 Вт. Чёрные детали, выстроенные рядами в середине каждой платы — катушки выходных фильтров

Схема с аналоговой ШИМ устойчива при любых значениях выходного напряжения, но не позволяет добиться высокого качества воспроизведения звука, даже если охватить её обратной связью. Нелинейные искажения класса D имеют несколько причин: нелинейность генератора сигнала треугольной формы, нелинейность катушек индуктивности выходного фильтра, нелинейность из-за мёртвого времени между включениями верхнего и нижнего плеча усилителя. В отличие от традиционных усилителей, в той или иной мере подавляющих нестабильность питающих напряжений, в усилителях класса D низкочастотные помехи беспрепятственно проходят с питающих шин на выход усилителя. Эти помехи, шумы и дрейф не только накладываются на усиленный сигнал, но и модулируют его по амплитуде. Чтобы снизить эти искажения, конструкторы перешли от синхронной ШИМ к асинхронной модуляции с переменной частотой следования импульсов и к сигма-дельта-модуляции. Неизбежным следствием этого стал рост частоты переключения выходных транзисторов до десятков МГц и снижение КПД из-за роста потерь при переключении. Для того, чтобы снизить эти потери, конструкторы применили простейшие цифровые схемы, уменьшавшие частоту переключения (например, преобразовывавшие последовательность управляющих импульсов 01010101…, соответствующую нулевому входному напряжению, в 0011…, 00001111… и так далее). Естественным развитием этого подхода стал полный отказ от аналоговой модуляции и переход к чисто цифровой обработке входных сигналов, а побочным следствием — разрастание номенклатуры однобуквенных «классов усиления».
В 1998 году основанная Адья Трипати компания Tripath выпустила полностью цифровой интегральный УМЗЧ класса D с заявленными показателями качества, приближавшимися к показателям «обычных» усилителей высокой верности. Новые микросхемы пошли в продажу под вывеской «класса Т» и получили в целом положительные отзывы прессы и радиолюбителей. Усилитель Tripath TA2020 вошёл в список «25 микросхем, которые потрясли мир» журнала IEEE Spectrum, а сама компания прекратила существование в 2007 году, не выдержав конкуренции с крупными производителями. За «классом T» последовали «класс J» компании Crown International, «класс TD» компании Lab.gruppen, «класс Z» компании Zetex и радиочастотный «класс M» компании PWRF. Обозреватель журнала EDN Пол Рейко заметил, что «сочинение новых „классов усилителей“ — не более чем маркетинговая уловка, которая приносит компании больше вреда, чем пользы … хотите новый класс усиления — купите Allen-Bradley и изобретите заново класс AB».

## Эволюция усилителей звуковой частоты: классы G, H, …
Максимальная мощность усилителя звуковой частоты, определяемая в том числе напряжением его питания, бывает востребована относительно редко. Бо́льшую часть времени усилитель воспроизводит сигналы относительно небольшой амплитуды. В усилителях классов B или AB это сопровождается высокими абсолютными потерями энергии при малом КПД (10—40 %). Чтобы уменьшить потери и повысить КПД, следует снизить напряжение питания — но усилитель с низким напряжением питания окажется неспособным воспроизводить редкие пиковые фрагменты входного сигнала. Решение этой дилеммы предложил в 1964 году инженер НАСА Мануэль Крамер. По идее Крамера, усилитель класса B или AB следовало питать от источника напряжения с двумя или тремя комплектами шин питания. При воспроизведении сигналов малой амплитуды выходной каскад подключен к шинам с низким напряжением питания, а с ростом уровня сигнала он переключается на питание от шин с высоким напряжением.
Серийный выпуск таких УМЗЧ начала в 1977 году компания Hitachi. Новинка получила маркетинговый ярлык «класса G», который прижился в японской и британской литературе и стал признанным дополнением традиционной классификации усилителей. Японские усилители класса G спросом не пользовались, а аналогичная конструкция Боба Карвера, выпущенная в 1981 году, прижилась на американском рынке профессионального оборудования. Придуманное Карвером название «класс H» закрепилось в американской литературе, и некогда универсальная классификация распалась на региональные ниши — «американскую» и «англо-японскую». С течением времени американские авторы вернулись к «англо-японским» обозначением — именно их используют, например, Деннис Бонн (2012) и Боб Корделл (2011). Современное понятие «класса G» объединяет два подхода к переключению шин питания — ступенчатое и плавное переключение, и два подхода к схемотехнике выходного каскада — последовательное включение («внутренний» каскад собственно УМЗЧ вложен во «внешний» каскад управления шинами питания) и параллельное (два выходных каскада, «низковольтный» и «высоковольтный», подключены к нагрузке в параллель).
Следующим этапом развития экономичных усилителей стал «европейский» класс H — усилители с плавно изменяющимся напряжением источника питания. При малых уровнях выходного сигнала усилитель подключен к «обычным» шинам с низким напряжением питания. При росте выходного напряжения напряжение на верхней (для положительной полуволны) или нижней (для отрицательной полуволны) шине питания увеличивается, поддерживая минимально необходимое падение напряжения на активном транзисторе. В простейшем варианте класса H используется конденсатор вольтодобавки, заряжаемый от основной шины источника питания, и подключаемый к выходным транзисторам по схеме «диодного ИЛИ». В более сложном варианте, применяемом в микросхемах автомобильных УМЗЧ, применяется встроенный преобразователь напряжения, накачивающий конденсаторы вольтодобавки до требуемых значений. За классом Н последовали разнообразные схемы гибридов усилителей классов B и D. В этих конструкциях «грязный» усилитель класса D формирует напряжение на шинах питания «чистого» усилителя в классе B или AB (реже — класса H), подключенного к нагрузке. Варианты таких усилителей получили названия «гибридного класса D», «класса TD» или «следящего класса D», «класса A/H», «класса К» (от Корея) и т. п. «Класс BD», напротив, не является гибридным — это всего лишь ранний вариант класса D с синхронной ШИМ.

## Эволюция радиочастотных усилителей: классы E, F, …
Схемотехника радиочастотных усилителей развивается в двух основных направлениях: повышение рабочей (несущей) частоты сигнала и повышение коэффициента полезного действия в уже освоенных частотных диапазонах. В 1985 году транзисторные усилители, работающие на относительно низких частотах, достигли КПД в 95-98 %, а уже на частоте в 30 МГц КПД снижался до 80 %. К 2000 году то же значение КПД в 80 % стало нормой для диапазона 900 МГц. На этих частотах задержка переключения транзистора становится сопоставимой с периодом несущей частоты, и грань между ключевыми режимами и режимами управляемого источника тока стирается. При этом не существует ни единой теории, описывающей процессы в сверхвысокочастотных мощных каскадах, ни единого метода анализа и оптимизации таких каскадов — даже давно известного каскада в смешанном режиме С.
В 1975 году попытку такого анализа провели отец и сын Натан и Алан Сокал. Взяв за основу хорошо известный ключевой каскад, они поставили задачу минимизации потерь во время переключения транзистора из закрытого состояния в открытое и обратно. Сокал сформулировали принцип работы экономичного усилителя мощности, названного ими «классом E»: при выключении транзистора ток через него должен уменьшиться до нуля до того, как начнёт нарастать коллекторное напряжение, при включении — напряжение на коллекторе должно упасть до нуля до того, как начнёт нарастать ток. Сочетание высокого напряжения и большого тока недопустимы. Таким образом, утверждал Натан Сокал, возможно снизить потери с 35 % до 15 % потребляемой мощности даже на частотах, на которых задержка включения транзистора составляет 30 % периода несущей частоты.
Альтернативный подход к снижению потерь — спектральное (гармоническое) разделение токов и напряжений в выходном каскаде. Нагрузка такого усилителя состоит из нескольких резонансных контуров, настроенных на пропускание чётных гармоник несущей частоты и на подавление нечётных гармоник. В идеале форма тока такого каскада содержит, помимо несущей частоты, только её чётные гармоники, а форма напряжения на коллекторе или стоке мощного транзистора — только нечётные. В реальных усилителях используется два или три контура, поэтому формы токов и напряжений существенно отличаются от идеальных. Усилители такого рода обычно выделяются в особый класс F, но в литературе также встречаются термины «экономичный класс С», «оптимальный класс С», «мультирезонансный класс С», HRA (англ. harmonic reactance amlifier), HCA (англ. harmonic control amplifier) и даже «класс Е» (в смысле, отличном от класса Е по Сокалу). В зависимости от конфигурации контуров и выбора подавляемых и пропускаемых гармоник внутри класса F выделяют подклассы F1, F2, F3, F−1 («обратный», или «инверсный», F) и т. п..

## Сводная таблица
| Легенда: Торговый знак или патентованное техническое решение Устаревший термин Буква не используется | Сокращения: ЗЧ — звуковые частоты РЧ — радиочастоты СВЧ — сверхвысокие частоты (микроволновое излучение) УМЗЧ — усилитель мощности звуковой частоты УПТ — усилитель постоянного тока УРЧ — усилитель радиочастот |

| Класс | Период возникновения                   | Область применения | Определение класса | Определение класса | Источники                                               | Источники                                                       |
| Класс | Период возникновения                   | Область применения | Подкласс | Определение подкласса | Обзорные                                                | Подробные                                                       |
| ----- | -------------------------------------- | --- | --- | --- | ------------------------------------------------------- | --------------------------------------------------------------- |
| A     | 1920-е годы                            | Основная классификация режимов усиления Усилители напряжения и мощности                                                                | Режим работы усилительного элемента, в котором ток, протекающий через усилительный элемент, никогда не прерывается (угол проводимости гармонического сигнала равен 360°). В зависимости от назначения усилителя (усиление РЧ, ЗЧ или постоянного тока) возможны альтернативные, эквивалентные формулировки в терминах выбора управляющих напряжений или рабочей точки усилительного элемента. | Режим работы усилительного элемента, в котором ток, протекающий через усилительный элемент, никогда не прерывается (угол проводимости гармонического сигнала равен 360°). В зависимости от назначения усилителя (усиление РЧ, ЗЧ или постоянного тока) возможны альтернативные, эквивалентные формулировки в терминах выбора управляющих напряжений или рабочей точки усилительного элемента. | [ 61 ] [ 62 ] [ 63 ] [ 64 ] [ 65 ] [ 66 ] [ 67 ] [ 68 ] | Ламповые УМЗЧ: Транзисторные УМЗЧ: Транзисторные УРЧ:           |
| A     | 1920-е годы                            | Основная классификация режимов усиления Усилители напряжения и мощности                                                                | A1 | Ламповый усилитель класса А, работающий без сеточных токов | [ 76 ]                                                  |                                                                 |
| A     | 1920-е годы                            | Основная классификация режимов усиления Усилители напряжения и мощности                                                                | A2 | Ламповый усилитель класса А, работающий c сеточными токами | [ 76 ] [ 77 ]                                           | Анализ и расчёт каскада:                                        |
| AA    | 1986                                   | Торговая марка УМЗЧ компании Technics                                                                                                  | УМЗЧ, сочетающий прецизионный высоколинейный усилитель класса А, мощный усилитель класса B и мостовую схему подключения нагрузки и петли отрицательной обратной связи. Повторение более ранней схемы Сэндмена | УМЗЧ, сочетающий прецизионный высоколинейный усилитель класса А, мощный усилитель класса B и мостовую схему подключения нагрузки и петли отрицательной обратной связи. Повторение более ранней схемы Сэндмена |                                                         | Сравнительный анализ схем УМЗЧ классов S и AA:                  |
| AB    | 1920-е годы                            | Основная классификация режимов усиления Усилители мощности                                                                             | Режим работы усилительного элемента, промежуточный между режимами А и B. Угол проводимости гармонического сигнала существенно больше 180°, но меньше 360° | Режим работы усилительного элемента, промежуточный между режимами А и B. Угол проводимости гармонического сигнала существенно больше 180°, но меньше 360° | [ 61 ] [ 62 ] [ 64 ] [ 65 ] [ 67 ]                      | Транзисторные УРЧ:                                              |
| AB    | 1920-е годы                            | Основная классификация режимов усиления Усилители мощности                                                                             | AB1 | Ламповый усилитель класса АB, работающий без сеточных токов | [ 76 ] [ 77 ] [ 68 ]                                    |                                                                 |
| AB    | 1920-е годы                            | Основная классификация режимов усиления Усилители мощности                                                                             | AB2 | Ламповый усилитель класса АB, работающий c сеточными токами | [ 76 ] [ 77 ] [ 68 ]                                    | Анализ и расчёт каскада:                                        |
| AB    | 1920-е годы                            | Основная классификация режимов усиления Усилители мощности                                                                             | AB+B | Транзисторный усилитель с параллельным включением двух выходных каскадов — класса А и класса B. Термин введён в 1968 году Джеральдом Стэнли (Crown Audio) | [ 85 ]                                                  |                                                                 |
| A/H   | 1988                                   | Усилители мощности | Усилитель мостовой схемы. Одна сторона моста работает в режиме А, другая в режиме G/H с плавным, а не ступенчатым, подключением к шинам питания. Предложен Стэном Гулдом (компания BSS Audio), применяется в профессиональной аппаратуре См. также класс A/H | Усилитель мостовой схемы. Одна сторона моста работает в режиме А, другая в режиме G/H с плавным, а не ступенчатым, подключением к шинам питания. Предложен Стэном Гулдом (компания BSS Audio), применяется в профессиональной аппаратуре См. также класс A/H | [ 50 ]                                                  |                                                                 |
| B     | 1920-е годы                            | Основная классификация режимов усиления Усилители мощности                                                                             | Режим работы усилительного элемента, в котором угол проводимости гармонического сигнала равен или несколько превышает 180° | Режим работы усилительного элемента, в котором угол проводимости гармонического сигнала равен или несколько превышает 180° | [ 61 ] [ 62 ] [ 63 ] [ 64 ] [ 65 ] [ 66 ] [ 67 ] [ 68 ] | Транзисторные УРЧ                                               |
| B     | 1920-е годы                            | Основная классификация режимов усиления Усилители мощности                                                                             | B1 | Ламповый усилитель класса B, работающий без сеточных токов | [ 76 ]                                                  |                                                                 |
| B     | 1920-е годы                            | Основная классификация режимов усиления Усилители мощности                                                                             | B2 | Ламповый усилитель класса B, работающий c сеточными токами | [ 76 ]                                                  | Анализ и расчёт каскада:                                        |
| BC    | 1930-e                                 | Не использовался на практике | Исторически — промежуточный режим между классами B (линейным) и С (импульсным). На практике этот «промежуточный» режим отвечает определению класса С и не имеет каких-либо особенностей, заслуживающих особого рассмотрения | Исторически — промежуточный режим между классами B (линейным) и С (импульсным). На практике этот «промежуточный» режим отвечает определению класса С и не имеет каких-либо особенностей, заслуживающих особого рассмотрения | [ 88 ] [ 62 ]                                           |                                                                 |
| BD    | 19хх                                   | Усилители мощности РЧ | Двухтактный усилитель РЧ, в недонапряжённом состоянии работающий в режиме B, в перенапряжённом — в режиме D. | Двухтактный усилитель РЧ, в недонапряжённом состоянии работающий в режиме B, в перенапряжённом — в режиме D. | [ 89 ] [ 52 ]                                           |                                                                 |
| C     | 1920-е годы                            | Основная классификация режимов усиления Усилители мощности (обычно РЧ)                                                                 | Режим работы усилительного элемента, в котором угол проводимости гармонического сигнала меньше 180°. Переходный режим между линейными (режим B) и импульсными (режим D) схемами. | Режим работы усилительного элемента, в котором угол проводимости гармонического сигнала меньше 180°. Переходный режим между линейными (режим B) и импульсными (режим D) схемами. | [ 61 ] [ 62 ] [ 63 ] [ 64 ] [ 65 ] [ 66 ] [ 67 ] [ 68 ] | Транзисторные УРЧ:                                              |
| C     | 1920-е годы                            | Основная классификация режимов усиления Усилители мощности (обычно РЧ)                                                                 | С1 | Ламповый усилитель класса С, работающий без сеточных токов | [ 76 ]                                                  |                                                                 |
| C     | 1920-е годы                            | Основная классификация режимов усиления Усилители мощности (обычно РЧ)                                                                 | С2 | Ламповый усилитель класса С, работающий с сеточными токами | [ 76 ]                                                  | Анализ и расчёт каскада:                                        |
| СD    |                                        | Усилители мощности РЧ | Синоним «смешанного режима С» | Синоним «смешанного режима С» |                                                         | Транзисторные УРЧ:                                              |
| D     | 1951, идея 1955, термин                | Основная классификация режимов усиления Усилители мощности                                                                             | Полностью ключевой (импульсный) режим работы усилительных элементов. Выходное напряжение определяется скважностями управляющих импульсов, поступающих на верхнее и нижнее плечи выходного каскада | Полностью ключевой (импульсный) режим работы усилительных элементов. Выходное напряжение определяется скважностями управляющих импульсов, поступающих на верхнее и нижнее плечи выходного каскада | [ 95 ] [ 96 ] [ 97 ]                                    | Транзисторные УМЗЧ: Транзисторные УРЧ: Исторические публикации: |
| DE    | 19хх                                   | Усилители мощности РЧ | Усилитель РЧ класса D, нагрузка которого настроена на минимизацию потерь при перезарядке выходной ёмкости ключевых транзисторов. При достаточно длинных паузах между включениями двух плеч двухтактной схемы режим DE становится аналогом режима Е. | Усилитель РЧ класса D, нагрузка которого настроена на минимизацию потерь при перезарядке выходной ёмкости ключевых транзисторов. При достаточно длинных паузах между включениями двух плеч двухтактной схемы режим DE становится аналогом режима Е. |                                                         | [ 106 ] [ 107 ]                                                 |
| E     | 1975                                   | Усилители мощности РЧ | Усилитель, работающий в ключевом режиме, в котором (а) при выключении транзистора ток через него уменьшается до нуля до того, как начнёт нарастать коллекторное напряжение, и (б) при включении транзистора напряжение на его коллекторе падает до нуля до того, как начнёт нарастать ток. Название предложено Натаном и Аланом Сокалом.                                                      | Усилитель, работающий в ключевом режиме, в котором (а) при выключении транзистора ток через него уменьшается до нуля до того, как начнёт нарастать коллекторное напряжение, и (б) при включении транзистора напряжение на его коллекторе падает до нуля до того, как начнёт нарастать ток. Название предложено Натаном и Аланом Сокалом.                                                      | [ 96 ] [ 108 ] [ 66 ]                                   | [ 109 ] [ 57 ] [ 110 ] [ 111 ] [ 112 ] [ 113 ]                  |
| EF    | 19хх                                   | Усилители мощности РЧ | Двухтактная разновидность класса F (англ. Harmonic reactance amplifier, HRA) | Двухтактная разновидность класса F (англ. Harmonic reactance amplifier, HRA) | [ 114 ]                                                 |                                                                 |
| F     |                                        | Усилители мощности РЧ | Усилители со спектральным разделением токов и напряжений. Форма тока выходного транзистора определяется несущей частотой и её чётными гармониками, форма его коллекторного или стокового напряжения — несущей и её нечётными гармониками. | Усилители со спектральным разделением токов и напряжений. Форма тока выходного транзистора определяется несущей частотой и её чётными гармониками, форма его коллекторного или стокового напряжения — несущей и её нечётными гармониками. | [ 96 ] [ 66 ] [ 115 ]                                   | [ 59 ] [ 116 ] [ 117 ] [ 60 ] [ 118 ]                           |
| F     | F1                                     | Усилители мощности РЧ | Усилитель класса F c контурами, настроенными на несущую частоту и одну из её гармоник (вторую или третью) | | [ 119 ]                                                 |                                                                 |
| F     | F2                                     | Усилители мощности РЧ | Усилитель класса F с фильтрацией практически бесконечного числа нечётных гармоник в четвертьволновой линии | | [ 120 ] [ 121 ] [ 122 ]                                 |                                                                 |
| F     | F2                                     | Усилители мощности РЧ | Усилитель класса F с фильтрацией второй гармоники | | [ 123 ]                                                 |                                                                 |
| F     | F24                                    | Усилители мощности РЧ | Усилитель класса F с фильтрацией второй и четвёртой гармоник | | [ 124 ]                                                 |                                                                 |
| F     | F3                                     | Усилители мощности РЧ | Гибрид классов E и F — каскад класса E с подавлением тока третьей гармоники | | [ 125 ]                                                 |                                                                 |
| F     | F3                                     | Усилители мощности РЧ | Усилитель класса F с фильтрацией третьей гармоники | | [ 126 ]                                                 |                                                                 |
| F     | F35                                    | Усилители мощности РЧ | Усилитель класса F с фильтрацией третьей и пятой гармоник | [ 127 ] |                                                         |                                                                 |
| F     | F−1 или Fинв                           | Усилители мощности РЧ | «Обратный», или «инверсный» класс F: форма тока выходного транзистора определяется несущей частотой и её нечётными гармониками, форма его коллекторного или стокового напряжения — несущей и её чётными гармониками. | | [ 128 ]                                                 |                                                                 |
| G     | 1965, публикация 1977, серийный выпуск | Экономичные УМЗЧ | Транзисторный усилитель класса B с переключаемыми шинами питания. В покое и при малых уровнях выходного напряжения усилитель питается от шин с низкими напряжениями питания, а с ростом выходного подключается к шинам с бо́льшим напряжением. | Транзисторный усилитель класса B с переключаемыми шинами питания. В покое и при малых уровнях выходного напряжения усилитель питается от шин с низкими напряжениями питания, а с ростом выходного подключается к шинам с бо́льшим напряжением. | [ 96 ] [ 130 ] [ 129 ]                                  | Анализ схем:                                                    |
| H     | 1964, патент 1984, серийный выпуск     | Экономичные УМЗЧ | Транзисторный усилитель класса B с плавающим напряжением шин питания. В покое и при малых уровнях выходного напряжения усилитель подключен к низковольтным шинам линейного источника питания. При росте выходного напряжения встроенный следящий импульсный преобразователь повышает напряжение на одной из шин.                                                                              | Транзисторный усилитель класса B с плавающим напряжением шин питания. В покое и при малых уровнях выходного напряжения усилитель подключен к низковольтным шинам линейного источника питания. При росте выходного напряжения встроенный следящий импульсный преобразователь повышает напряжение на одной из шин.                                                                              | [ 96 ] [ 130 ] [ 41 ]                                   |                                                                 |
| I     | 1995                                   | Торговая марка УМЗЧ компании Crown International (подразделение Harman International Industries)                                       | Двухтактный усилитель на ключевых транзисторах (развитие класса D) с патентованной логикой управления, в котором верхний и нижний ключ связаны с нагрузкой раздельными фильтрами | Двухтактный усилитель на ключевых транзисторах (развитие класса D) с патентованной логикой управления, в котором верхний и нижний ключ связаны с нагрузкой раздельными фильтрами | [ 133 ]                                                 | Брошюры производителя:                                          |
| J     | 2000-е                                 | Торговая марка УМЗЧ компании Earthquake Sound                                                                                          | УМЗЧ класса D | УМЗЧ класса D |                                                         | Брошюра производителя:                                          |
| J     | 2000-е                                 | Торговая марка УМЗЧ компании Crown Audio                                                                                               | УМЗЧ класса D, c параллельным включением вспомогательного каскада в классе B, который нейтрализует вносимые первым искажения | УМЗЧ класса D, c параллельным включением вспомогательного каскада в классе B, который нейтрализует вносимые первым искажения | [ 137 ]                                                 |                                                                 |
| J     | 2006                                   | Экономичные усилители мощности СВЧ | Однотактный усилитель СВЧ-колебаний, смещённый в класс AB, нагруженный на реактивную полезную нагрузку, и согласованный с ней на основных гармониках рабочей частоты. Выходная ёмкость транзистора типа HEMT или LDMOS включена в согласующий контур | Однотактный усилитель СВЧ-колебаний, смещённый в класс AB, нагруженный на реактивную полезную нагрузку, и согласованный с ней на основных гармониках рабочей частоты. Выходная ёмкость транзистора типа HEMT или LDMOS включена в согласующий контур |                                                         | [ 139 ]                                                         |
| K     | 1953                                   | Модуляторы ламповых радиопередатчиков                                                                                                  | Экономичный модулятор лампового радиопередатчика, в котором ток покоя модуляторного тетрода управляется током другой лампы — усилителя ЗЧ, анод которой подключен к экранирующей сетке тетрода. Изобретатель, Ричард Кленш, называл эту конструкцию «усилителем класса К» | Экономичный модулятор лампового радиопередатчика, в котором ток покоя модуляторного тетрода управляется током другой лампы — усилителя ЗЧ, анод которой подключен к экранирующей сетке тетрода. Изобретатель, Ричард Кленш, называл эту конструкцию «усилителем класса К» |                                                         | [ 140 ] [ 141 ]                                                 |
| K     | 1998                                   | Экономичные УМЗЧ | Гибридный усилитель мощности ЗЧ, в котором параллельно включены прецизионный усилитель напряжения класса А и мощный токовый буфер класса D. Название восходит к Корее. См. также класс A/H | Гибридный усилитель мощности ЗЧ, в котором параллельно включены прецизионный усилитель напряжения класса А и мощный токовый буфер класса D. Название восходит к Корее. См. также класс A/H |                                                         | [ 51 ]                                                          |
| L     | Не используется                        | Не используется | Не используется | Не используется | Не используется                                         | Не используется                                                 |
| M     | 2000-e                                 | Торговая марка УРЧ компании PWRF | Проприетарная схема дельта-сигма-модуляторов для радиопередатчиков базовых станций мобильной связи | Проприетарная схема дельта-сигма-модуляторов для радиопередатчиков базовых станций мобильной связи |                                                         | Брошюра производителя:                                          |
| N     | 2002                                   | Экономичные усилители мощности СВЧ | Принцип снижения потерь энергии в усилителе СВЧ-диапазона, предложенный в 2002 году коллективом авторов из Донецкого университета. | Принцип снижения потерь энергии в усилителе СВЧ-диапазона, предложенный в 2002 году коллективом авторов из Донецкого университета. |                                                         | [ 143 ]                                                         |
| O     | Не используется                        | Не используется | Не используется | Не используется | Не используется                                         | Не используется                                                 |
| P     | Не используется                        | Не используется | Не используется | Не используется | Не используется                                         | Не используется                                                 |
| Q     | Не используется                        | Не используется | Не используется | Не используется | Не используется                                         | Не используется                                                 |
| R     | Не используется                        | Не используется | Не используется | Не используется | Не используется                                         | Не используется                                                 |
| S     | 1982                                   | УМЗЧ Обри Сэндмена | УМЗЧ, сочетающий прецизионный маломощный усилитель класса А, мощный усилитель класса B и мостовую схему подключения нагрузки и петли отрицательной обратной связи. Повторена (без согласия Сэндмена) в линейке усилителей Technics «класса AA» | УМЗЧ, сочетающий прецизионный маломощный усилитель класса А, мощный усилитель класса B и мостовую схему подключения нагрузки и петли отрицательной обратной связи. Повторена (без согласия Сэндмена) в линейке усилителей Technics «класса AA» | [ 145 ]                                                 | Сравнительный анализ схем УМЗЧ классов S и AA:                  |
| S     | 1932, патент                           | Экономичные усилители мощности РЧ | | | [ 96 ] [ 146 ]                                          | Транзисторные УРЧ: Перспективные СВЧ-схемы:                     |
| T     | 19хх                                   | Торговая марка УМЗЧ компании Tripath (c 2007 года принадлежит Cirrus Logic, выпуск прекращён)                                          | Интегральный усилитель класса D с патентованным алгоритмом цифровой обработки сигнала обратной связи | Интегральный усилитель класса D с патентованным алгоритмом цифровой обработки сигнала обратной связи | [ 38 ] [ 39 ]                                           | Брошюра производителя:                                          |
| TD    | 2000-e                                 | Торговая марка УМЗЧ компании Lab.gruppen                                                                                               | «Следящий класс D» — подвид класса D и класса H: усилитель класса B, питаемый напряжением ЗЧ, вырабатываемым усилителем класса D | «Следящий класс D» — подвид класса D и класса H: усилитель класса B, питаемый напряжением ЗЧ, вырабатываемым усилителем класса D |                                                         | Брошюра производителя:                                          |
| U     | Не используется                        | Не используется | Не используется | Не используется | Не используется                                         | Не используется                                                 |
| V     | Не используется                        | Не используется | Не используется | Не используется | Не используется                                         | Не используется                                                 |
| W     | 2000-е                                 | Торговая марка компании Wolfson Micro                                                                                                  | Экономичный интегральный усилитель с плавающими напряжения питания, генерируемыми встроенными преобразователями (см. класс H) | Экономичный интегральный усилитель с плавающими напряжения питания, генерируемыми встроенными преобразователями (см. класс H) |                                                         | Сайт производителя:                                             |
| X     | Не используется                        | Не используется | Не используется | Не используется | Не используется                                         | Не используется                                                 |
| Y     | Не используется                        | Не используется | Не используется | Не используется | Не используется                                         | Не используется                                                 |
| Z     | 2000-е годы                            | Торговая марка импульсных УМЗЧ компании Zetex, с 2008 года Diodes Incorporated. С 2010 года применяется в усилителях NAD серии Master. | Интегральный усилитель класса D с патентованным алгоритмом цифровой обработки сигнала обратной связи | Интегральный усилитель класса D с патентованным алгоритмом цифровой обработки сигнала обратной связи |                                                         | Брошюра производителя:                                          |

### На русском языке
- Бонч-Бруевич, М. А. Применение электронных ламп в экспериментальной физике. — 4-е изд.. — М.: Государственное издательство технико-теоретической литературы, 1956. — 656 с. — 15 000 экз.
- Данилов, А. А. Прецизионные усилители низкой частоты. — М.: Горячая линия-Телеком, 2004. — 352 с. — ISBN 5935171341.
- Завражнов, Ю. А. и др. Мощные высокочастотные транзисторы. — М.: Радио и связь, 1985.
- Крыжановский, В. Г. и др. Высокоэффективные режимы работы усилителей СВЧ // IEEE Microwave and Telecommunication Technology, 2001 (CriMiCo 2001). — 2001. — P. 105-107. — ISBN 9789667968007. (недоступная ссылка)
- Лабутин, В. К. Усилитель класса D. — М.: Госэнергоиздат, 1956. — (Массовая радиобиблиотека, вып. 262). — 30 000 экз.
- Лившиц, И. И. Транзисторные усилители в режиме D. — Л.: Энергия, 1973. — 128 с. — 8000 экз.
- Джонс, М. Ламповые усилители. — М.: ДМК-Пресс, 2007. — 760 с. — ISBN 5970600202.
- Рейх, Г. Дж. Теория и применение электронных приборов. — Л.: Госэнергоиздат, 1948. — 940 с. — 7,000 экз.
- Титце У., Шенк К. Полупроводниковая схемотехника. Том II. — 12-е изд.. — М.: ДМК-Пресс, 2007. — 942 с. — ISBN 5940741487.
- Цыкин, Г. С. Электронные усилители. — 2-е изд. — М.: Связьиздат, 1963. — 512 с. — 21,000 экз.

### На английском языке
- Albulet, M. RF Power Amplifiers. — Noble Publishing, 2001. — ISBN 1884932126.
- ARRL Staff. The Radio Amateur's Handbook. — 14th ed.. — West Hartford, CT: American Radio Relay League, 1936.
- Bahl, I. Fundamentals of RF and Microwave Transistor Amplifiers. — Wiley, 2009. — ISBN 9780470462317.
- Bohn, D. A. Pro Audio Reference. — Rane Audio, 2012. Архивировано 18 апреля 2012 года.
- Christensen, J. F. Wither Core Competence for the Large Corporations in an Open Innovation World? // Open Innovation:Researching a New Paradigm. — Oxford University Press. — P. 35-61. — ISBN 9780191622724.
- Cordell, B. Designing Audio Power Amplifiers. — McGraw-Hill, 2011. — ISBN 9780071640244.
- Cripps, S. C. RF Power Amplifiers for Wireless Communications. — London: Artech House, 2006. — ISBN 9781596930186.
- Duncan, B. High Performance Audio Power Amplifiers. — Newnes, 1996. — ISBN 9780750626293.
- Graf, R. F. Modern Dictionary of Electronics. — Newnes, 1999. — P. 121, 122. — ISBN 0750698667.
- Grebennikov, A., Sokal, N. Switchmode RF Power Amplifiers. — Newnes, 2007. — ISBN 9780750679626.
- Hood, J. L. Chapter 14. Power Amplifier Stages // Audio and Hi-Fi Handbook / Editor: Sinclair, I.. — 3rd ed.. — Newnes, 1998. — P. 252-275. — ISBN 075063636X.
- Hood, J. L. Valve and Transistor Audio Amplifiers. — Newnes, 2006. — ISBN 0750633565.
- Kazimierczuk, M. K. RF Power Amplifiers. — Wiley, 2008. — ISBN 9780470699508.
- Laplante, P. Comprehensive Dictionary Of Electrical Engineering. — CRC Press, 2005. — ISBN 9780849330865.
- Samulak, A. System Analyses of Class-S Power Amplifier. — Universitat Erlangen-Nurnberg, 2010. (диссертация на степень Doktor-Ingenieur)
- Self, D. Audio Power Amplifier Design Handbook. — 3rd ed.. — Newnes, 2002. — ISBN 0750656360.
- Sinclair, I., Dunton, J. Practical Electronics Handbook. — 6th ed.. — Newnes, 2007. — ISBN 9780750680714.
- Whittaker, J. Power Vacuum Tubes Handbook. — 3rd ed.. — Boca Raton, FL: CRC Press, 2012. — ISBN 9781439850640.